# Sars-Poteries
Pour les articles homonymes, voir Sars.
Sars-Poteries [saʁ pɔtʁi] est une commune française située dans le département du Nord, en région Hauts-de-France.

## Géographie

### Localisation

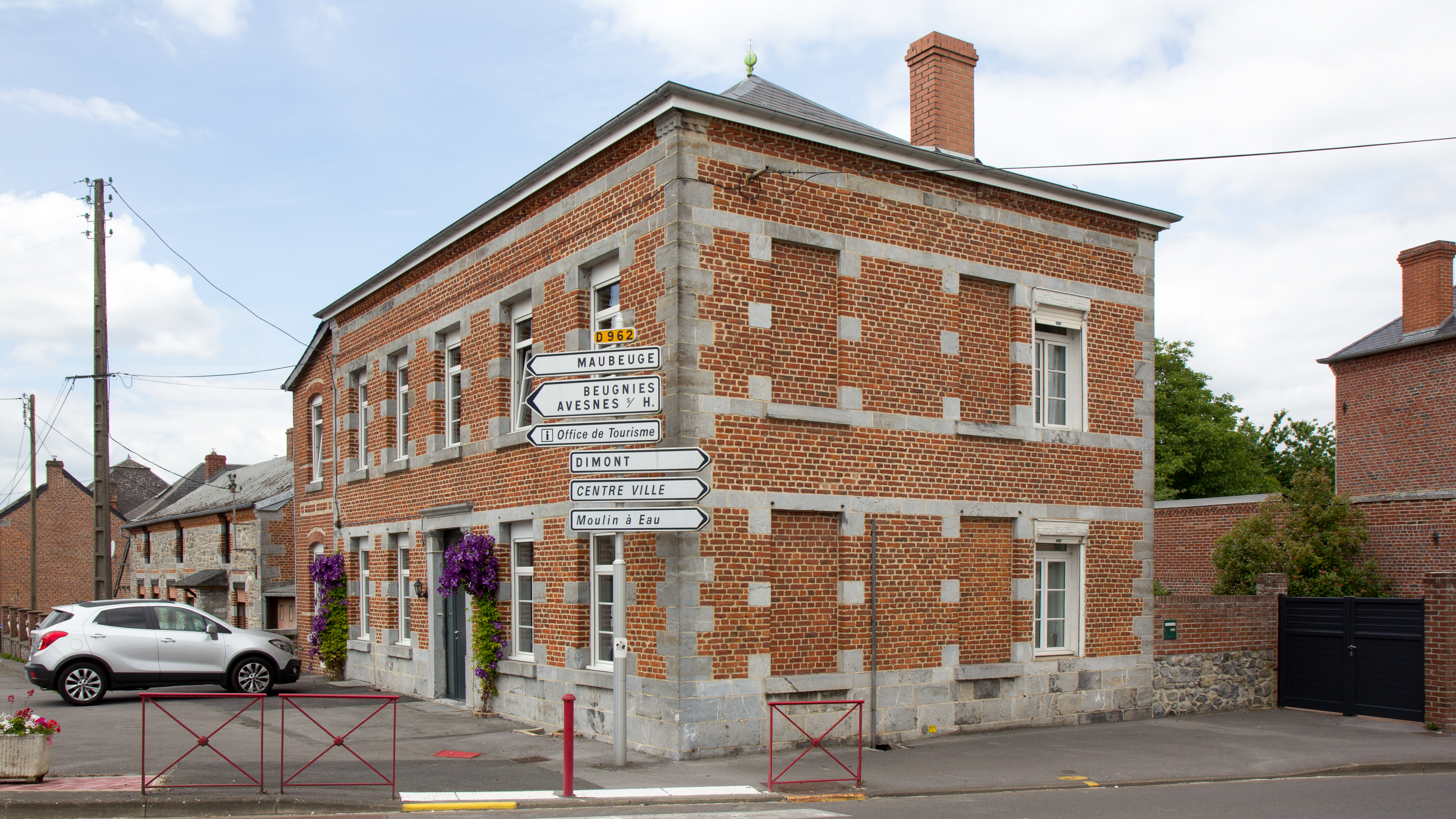

Sars-Poteries se situe dans le sud-est du département du Nord (Hainaut) en plein cœur du Parc naturel régional de l'Avesnois.
L'Avesnois est connu pour ses prairies, son bocage et son relief vallonné dans sa partie sud-est (début des contreforts des Ardennes), dite « petite Suisse du Nord ».
En fait, Sars-Poteries fait partie administrativement de l'Avesnois, historiquement du Hainaut et ses paysages rappellent la Thiérache.
La commune se trouve à cent kilomètres de Lille (préfecture du Nord), Bruxelles (Belgique) ou Reims (Marne), à quarante-cinq kilomètres de Valenciennes, Mons (B) ou Charleroi (B) et à huit kilomètres d'Avesnes-sur-Helpe (sous-préfecture).
Sars-Poteries est traversée par la « voie verte de l'Avesnois », sentier réservé aux déplacements pédestres et à bicyclette. Le tracé s'inscrit dans le projet européen EuroVelo (ligne EuroVelo3). Dénommé « route des pèlerins », le parcours doit permettre de relier Trondheim (Norvège) à Saint-Jacques-de-Compostelle (Espagne) par des voies réservées aux piétons et cyclotouristes.
La Belgique se trouve à 11 kilomètres et le département de l'Aisne à 15 km.
La commune se trouve dans la zone d'emploi de Maubeuge et le bassin de vie d'Avesnes-sur-Helpe

### Communes limitrophes
Les communes limitrophes sont  Beugnies, Dimont, Felleries, Lez-Fontaine et Solre-le-Château.
| Dimont   | Lez-Fontaine  |                  |
| Beugnies | Sars-Poteries | Solre-le-Château |
|          | Felleries     |                  |

### Géologie et relief
La superficie de la commune est de 7,88 km2 ; son altitude varie de 163  à   229 mètres. 

### Hydrographie

#### Réseau hydrographique

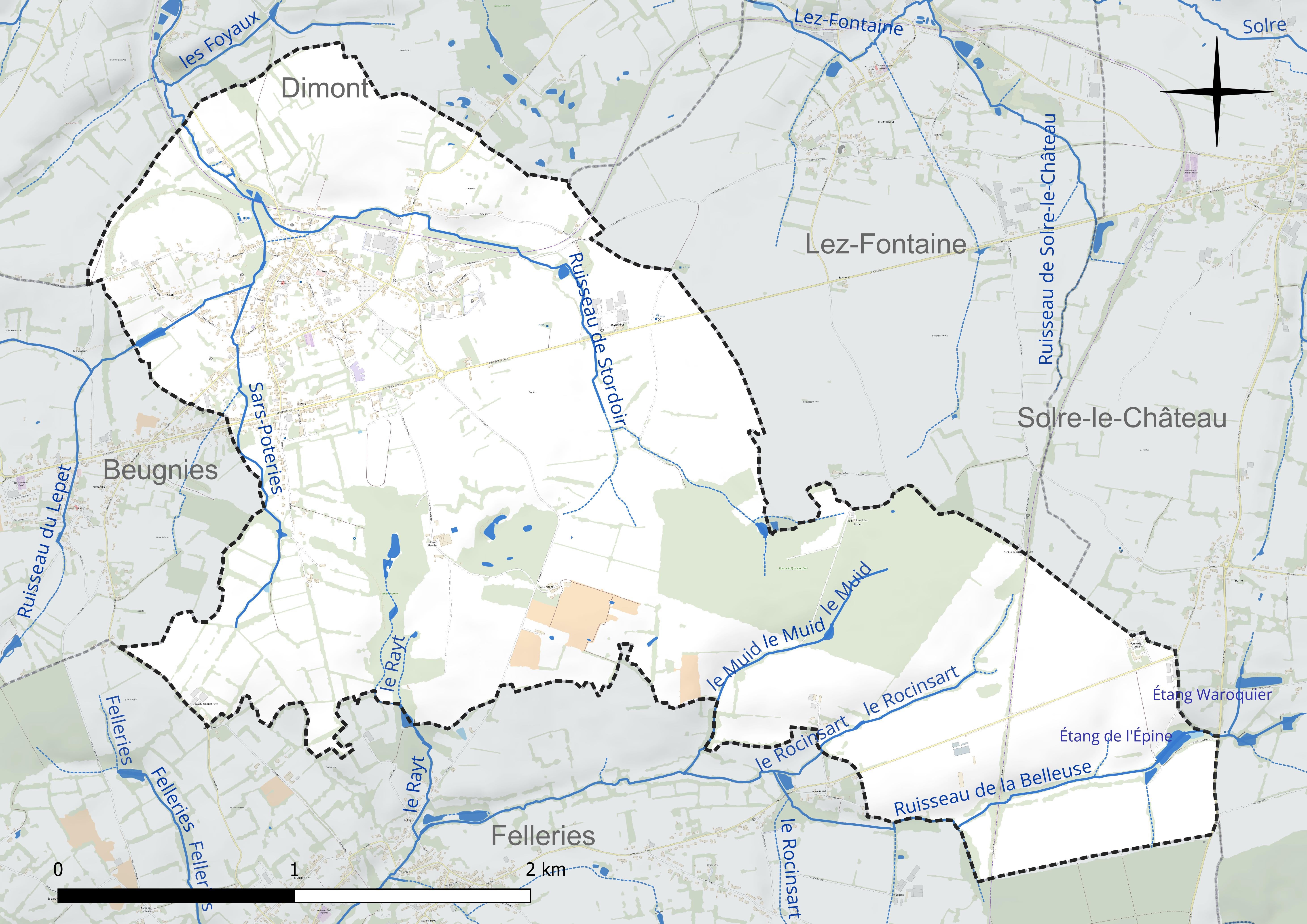
Réseau hydrographique de Sars-Poteries.

La commune est située dans le bassin Artois-Picardie. 
Elle est drainée par le ruisseau de la Belleuse, le ruisseau de Stordoir, la Sars-Poteries, le Muid, le Rayt, le Rocinsart, le ruisseau du Lepet et un autre petit cours d'eau,.
Un plan d'eau complète le réseau hydrographique : l'étang de l'épine (1 ha),.

#### Gestion et qualité des eaux
Le territoire communal est couvert par le schéma d'aménagement et de gestion des eaux (SAGE) « Sambre ». Ce document de planification concerne un territoire de 1 253 km2 de superficie, délimité par le bassin versant de la Sambre. Le périmètre a été arrêté le 1er novembre 2003 et le SAGE proprement dit a été approuvé le 21 septembre 2012, puis modifié le 18 août 2022. La structure porteuse de l'élaboration et de la mise en œuvre est le syndicat mixte du Parc naturel régional de l'Avesnois. 
La qualité des cours d'eau peut être consultée sur un site spécial géré par les agences de l'eau et l'Agence française pour la biodiversité. 

### Climat
Pour des articles plus généraux, voir Climat des Hauts-de-France et Climat du Nord.
En 2010, le climat de la commune est de type climat des marges montargnardes, selon une étude du CNRS s'appuyant sur une série de données couvrant la période 1971-2000. En 2020, Météo-France publie une typologie des climats de la France métropolitaine dans laquelle la commune est exposée à un climat océanique altéré et est dans la région climatique  Nord-est du bassin Parisien, caractérisée par un ensoleillement médiocre, une pluviométrie moyenne régulièrement répartie au cours de l'année et un hiver froid (3 °C). 
Pour la période 1971-2000, la température annuelle moyenne est de 9,6 °C, avec une amplitude thermique annuelle de 15,2 °C. Le cumul annuel moyen de précipitations est de 906 mm, avec 12,8 jours de précipitations en janvier et 9,8 jours en juillet. Pour la période 1991-2020, la température moyenne annuelle observée sur la station météorologique la plus proche, située sur la commune de Saint-Hilaire-sur-Helpe à 10 km à vol d'oiseau, est de 10,5 °C et le cumul annuel moyen de précipitations est de 802,4 mm,. Pour l'avenir, les paramètres climatiques de la commune estimés pour 2050 selon différents scénarios d'émission de gaz à effet de serre sont consultables sur un site spécial publié par Météo-France en novembre 2022.

## Urbanisme

### Typologie
Au 1er janvier 2024, Sars-Poteries est catégorisée bourg rural, selon la nouvelle grille communale de densité à sept niveaux définie par l'Insee en 2022.
Elle est située hors unité urbaine et hors attraction des villes,.

### Occupation des sols

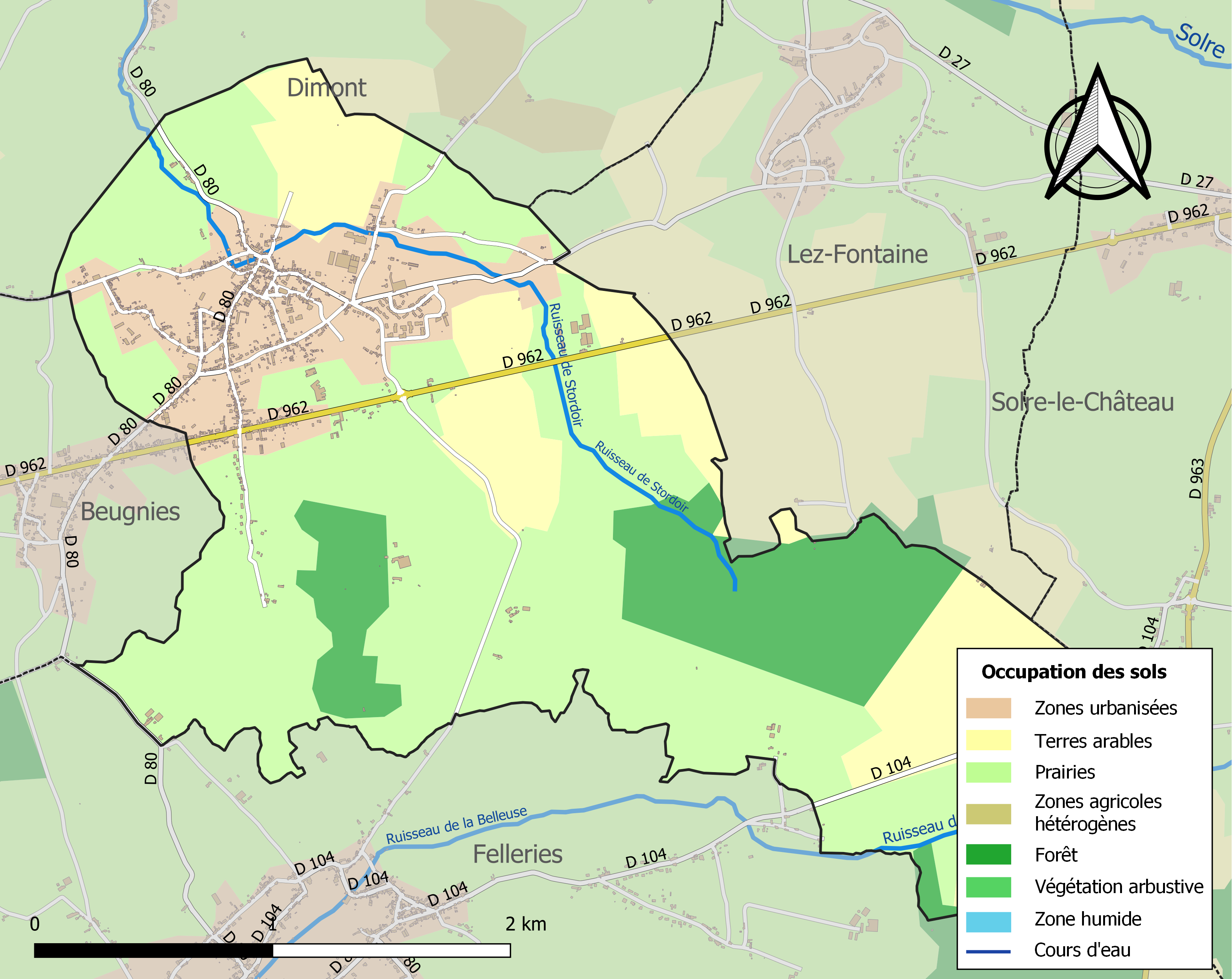
Carte des infrastructures et de l'occupation des sols de la commune en 2018 (CLC).

L'occupation des sols de la commune, telle qu'elle ressort de la base de données européenne d'occupation biophysique des sols Corine Land Cover (CLC), est marquée par l'importance des territoires agricoles (72,9 % en 2018), une proportion sensiblement équivalente à celle de 1990 (73,2 %). 
La répartition détaillée en 2018 est la suivante : prairies (48,1 %), terres arables (24,8 %), zones urbanisées (13,9 %), forêts (13,2 %). 
L'évolution de l'occupation des sols de la commune et de ses infrastructures peut être observée sur les différentes représentations cartographiques du territoire : la carte de Cassini (XVIIIe siècle), la carte d'état-major (1820-1866) et les cartes ou photos aériennes de l'IGN pour la période actuelle (1950 à aujourd'hui).

### Habitat et logement
En 2021, le nombre total de logements dans la commune était de 722, alors qu'il était de 718 en 2016 et de 690 en 2011. 
Parmi ces logements, 87,8 % étaient des résidences principales, 2 % des résidences secondaires et 10,2 % des logements vacants. Ces logements étaient pour 96,5 % d'entre eux des maisons individuelles et pour 3,4 % des appartements. 
Le tableau ci-dessous présente la typologie des logements à Sars-Poteries en 2021 en comparaison avec celle du Nord et de la France entière. Une caractéristique marquante du parc de logements est ainsi une proportion de résidences secondaires et logements occasionnels (2 %) supérieure à celle du département (1,8 %) mais inférieure à celle de la France entière (9,7 %). 
| Typologie                                               | Sars-Poteries | Nord | France entière |
| ------------------------------------------------------- | ------------- | ---- | -------------- |
| Résidences principales (en %)                           | 87,8          | 90,9 | 82,2           |
| Résidences secondaires et logements occasionnels (en %) | 2             | 1,8  | 9,7            |
| Logements vacants (en %)                                | 10,2          | 7,4  | 8,1            |

### Voies de communication et transports
Sars-Poterie est desservi par l'ancienne route nationale 362 (actuelle RD 962) qui lui donne un accès aisé à Avesnes-sur-Helpe et à Charleroi (Belgique).

## Toponymie
- Noms anciens : Sars, 1186, J. de G., ann. du Hainaut, Xii, 339 - Sars, 1206, cart. de l'abbaye de l'Alne - Sars, Sars-Poteries, Documents divers.
- Étymologie : le terme « Sars » correspond à un lieu défriché, auquel a été ajouté le mot « Poteries » en lien avec l'activité longtemps importante dans la localité.

## Histoire

### Moyen Âge
- 843 : avec le traité de Verdun, le partage de l'empire carolingien entre les trois petits-fils de Charlemagne octroie à Lothaire I, la Francie médiane qui comprend le Hainaut dont fait partie le village.
- 855 : avec le traité de Prüm qui partage la Francie médiane entre les trois fils de Lothaire I, le Hainaut est rattaché à la Lotharingie dont hérite Lothaire II.
- 870 : avec le traité de Meerssen après la mort de Lothaire II, une partie de la Lotharingie dont fait partie le Hainaut est rattachée à la Francie occidentale.
- 880 : avec le traité de Ribemont en 880, le Hainaut est rattaché à la Francie orientale qui deviendra le Saint-Empire romain germanique en 962.

### Époque contemporaine
L’industrie du verre se développe à Sars-Poteries durant le XIXe siècle et la première moitié du XIXe siècle, grâce à la proximité de la forêt dénommée la Haie d'Avesnes (aujourd'hui très clairsemée), qui fournissait le bois de chauffage des fourneaux.
La gare de Sars-Poteries est créée en 1885 par la Compagnie des chemins de fer du Nord sur la ligne de Maubeuge à Fourmies est inaugurée, facilitant le déplacement des personnes, le transport des marchandises et le développement économique. La gare devient en 1901 une station de correspondance avec la ligne d'Avesnes à Sars-Poteries. Le service des voyageurs cesse pour la première en 1969, en 1941 pour la seconde. La gare voit passer des trains de fret jusqu'en 1972 et les voies sont désormais déposées.
Durant la Première Guerre mondiale, les allemands occupent le village du mardi 25 août 1914 (soir) jusqu'au début novembre 1918.

## Politique et administration

### Rattachements administratifs et électoraux

#### Rattachements administratifs
La commune se trouve dans l'arrondissement d'Avesnes-sur-Helpe du département du Nord.  
Elle faisait partie depuis 1793 du canton de Solre-le-Château. Dans le cadre du redécoupage cantonal de 2014 en France, cette circonscription administrative territoriale a disparu, et le canton n'est plus qu'une circonscription électorale.

#### Rattachements électoraux
Pour les élections départementales, la commune fait partie depuis 2014 du canton de Fourmies.
Pour l'élection des députés, elle fait partie de la troisième circonscription du Nord.

### Intercommunalité
Sars-Poteries était membre de la petite communauté de communes des vallées de la Solre, de la Thure et de l'Helpe, un établissement public de coopération intercommunale (EPCI) à fiscalité propre créé en 1993 et auquel la commune avait transféré un certain nombre de ses compétences, dans les conditions déterminées par le code général des collectivités territoriales.
Conformément aux prescriptions de la loi de réforme des collectivités territoriales du 16 décembre 2010, qui a prévu le renforcement et la simplification des intercommunalités et la constitution de structures intercommunales de grande taille, celle-ci a fusionné avec ses voisines  pour former, le 1er janvier 2013, la communauté de communes du Cœur de l'Avesnois, dont est désormais membre la commune.

### Liste des maires
| Période                                  | Période                    | Identité        | Étiquette    | Qualité |
| ---------------------------------------- | -------------------------- | --------------- | ------------ | --- |
| Les données manquantes sont à compléter. |                            |                 |              | |
|                                          |                            |                 |              | |
| avant 1803                               |                            | L. J. Picavet   |              | |
| avant 1807                               |                            | M. Buisset      |              | |
|                                          |                            |                 |              | |
| avant 1881                               |                            | M. Maufroid     |              | |
|                                          |                            |                 |              | |
| 1945                                     | 1958                       | Maurice Fichaux |              | Médecin, résistant Mort en fonction |
| 1958                                     | 1981                       | André Courtin,  | SFIO puis PS | Médecin vétérinaire, résistant Conseiller général de Solre-le-Château (1955 → 1981) Président du conseil général du Nord (1945 → 1949) Médaille de la Résistance belge |
|                                          |                            |                 |              | |
| mars 1989                                | mai 2020                   | Alain Gillet,   | DVD          | |
| mai 2020                                 | février 2025               | Sandra Brognet  |              | Sans profession Mandat écourté par la démission d'une partie du conseil municipal                                                                                      |
| février 2025,                            | En cours (au 18 mars 2025) | Bernard Molitor | SE           | |

## Équipements et services publics

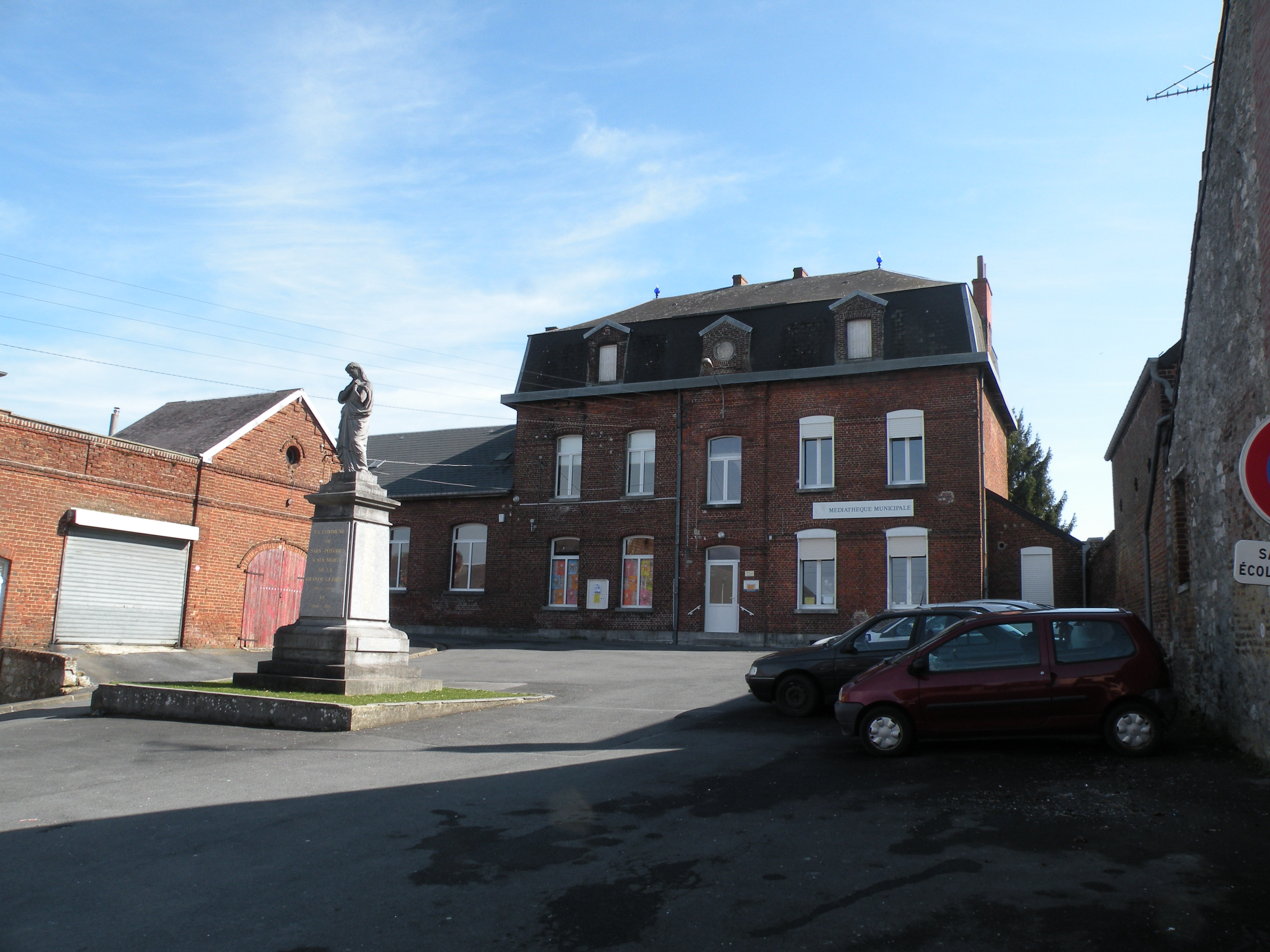
La médiathèque et le monument aux morts.

## Population et société

### Démographie

#### Évolution démographique
L'évolution du nombre d'habitants est connue à travers les recensements de la population effectués dans la commune depuis 1793. Pour les communes de moins de 10 000 habitants, une enquête de recensement portant sur toute la population est réalisée tous les cinq ans, les populations de référence des années intermédiaires étant quant à elles estimées par interpolation ou extrapolation. Pour la commune, le premier recensement exhaustif entrant dans le cadre du nouveau dispositif a été réalisé en 2007.

En 2022, la commune comptait 1 411 habitants, en évolution de −3,55 % par rapport à 2016 (Nord : +0,51 %, France hors Mayotte : +2,11 %).
| 1793 | 1800 | 1806 | 1821 | 1831 | 1836 | 1841 | 1846  | 1851  |
| ---- | ---- | ---- | ---- | ---- | ---- | ---- | ----- | ----- |
| 483  | 392  | 612  | 778  | 866  | 979  | 994  | 1 037 | 1 113 |

| 1856  | 1861  | 1866  | 1872  | 1876  | 1881  | 1886  | 1891  | 1896  |
| ----- | ----- | ----- | ----- | ----- | ----- | ----- | ----- | ----- |
| 1 220 | 1 392 | 1 654 | 2 393 | 2 515 | 2 560 | 2 456 | 2 392 | 2 462 |

| 1901  | 1906  | 1911  | 1921  | 1926  | 1931  | 1936  | 1946  | 1954  |
| ----- | ----- | ----- | ----- | ----- | ----- | ----- | ----- | ----- |
| 2 589 | 2 550 | 2 598 | 2 129 | 2 218 | 2 181 | 2 100 | 1 815 | 1 957 |

| 1962  | 1968  | 1975  | 1982  | 1990  | 1999  | 2006  | 2007  | 2012  |
| ----- | ----- | ----- | ----- | ----- | ----- | ----- | ----- | ----- |
| 2 029 | 1 863 | 1 766 | 1 655 | 1 496 | 1 541 | 1 490 | 1 480 | 1 509 |

| 2017  | 2022  | - | - | - | - | - | - | - |
| ----- | ----- | - | - | - | - | - | - | - |
| 1 441 | 1 411 | - | - | - | - | - | - | - |

#### Pyramide des âges
La population de la commune est relativement jeune.
En 2018, le taux de personnes d'un âge inférieur à 30 ans s'élève à 39,9 %, soit au-dessus de la moyenne départementale (39,5 %). À l'inverse, le taux de personnes d'âge supérieur à 60 ans est de 22,5 % la même année, alors qu'il est de 22,5 % au niveau départemental.
En 2018, la commune comptait 677 hommes pour 767 femmes, soit un taux de 53,12 % de femmes, légèrement supérieur au taux départemental (51,77 %).
Les pyramides des âges de la commune et du département s'établissent comme suit.
| Hommes | Classe d’âge | Femmes |
| ------ | ------------ | ------ |
| 0,0    | 90 ou +      | 0,8    |
| 5,2    | 75-89 ans    | 8,1    |
| 14,3   | 60-74 ans    | 16,2   |
| 19,8   | 45-59 ans    | 18,9   |
| 18,7   | 30-44 ans    | 17,9   |
| 18,4   | 15-29 ans    | 16,0   |
| 23,5   | 0-14 ans     | 22,0   |

| Hommes | Classe d’âge | Femmes |
| ------ | ------------ | ------ |
| 0,5    | 90 ou +      | 1,4    |
| 5,3    | 75-89 ans    | 8,1    |
| 14,8   | 60-74 ans    | 16,2   |
| 19,1   | 45-59 ans    | 18,4   |
| 19,5   | 30-44 ans    | 18,7   |
| 20,7   | 15-29 ans    | 19,1   |
| 20,2   | 0-14 ans     | 18     |

## Économie
Développement d'une industrie de verrerie durant tout le XIXe siècle et la première moitié du XXe siècle. Cette activité qui avait prospéré a, toutefois, périclité et fini par disparaître. Un musée est créé par Louis Mériaux pour commémorer cette époque. On y admire nombre de pièces en verre bousillé réalisées autrefois par les souffleurs et leurs gamins (apprentis).
Un atelier fut créé par la suite où les anciens pouvaient montrer leur savoir-faire. Ce fut ensuite le lieu où s'organisèrent des rencontres internationales de maîtres verriers et des stages sous la dénomination d'université du verre de Sars-Poteries.

## Culture locale et patrimoine

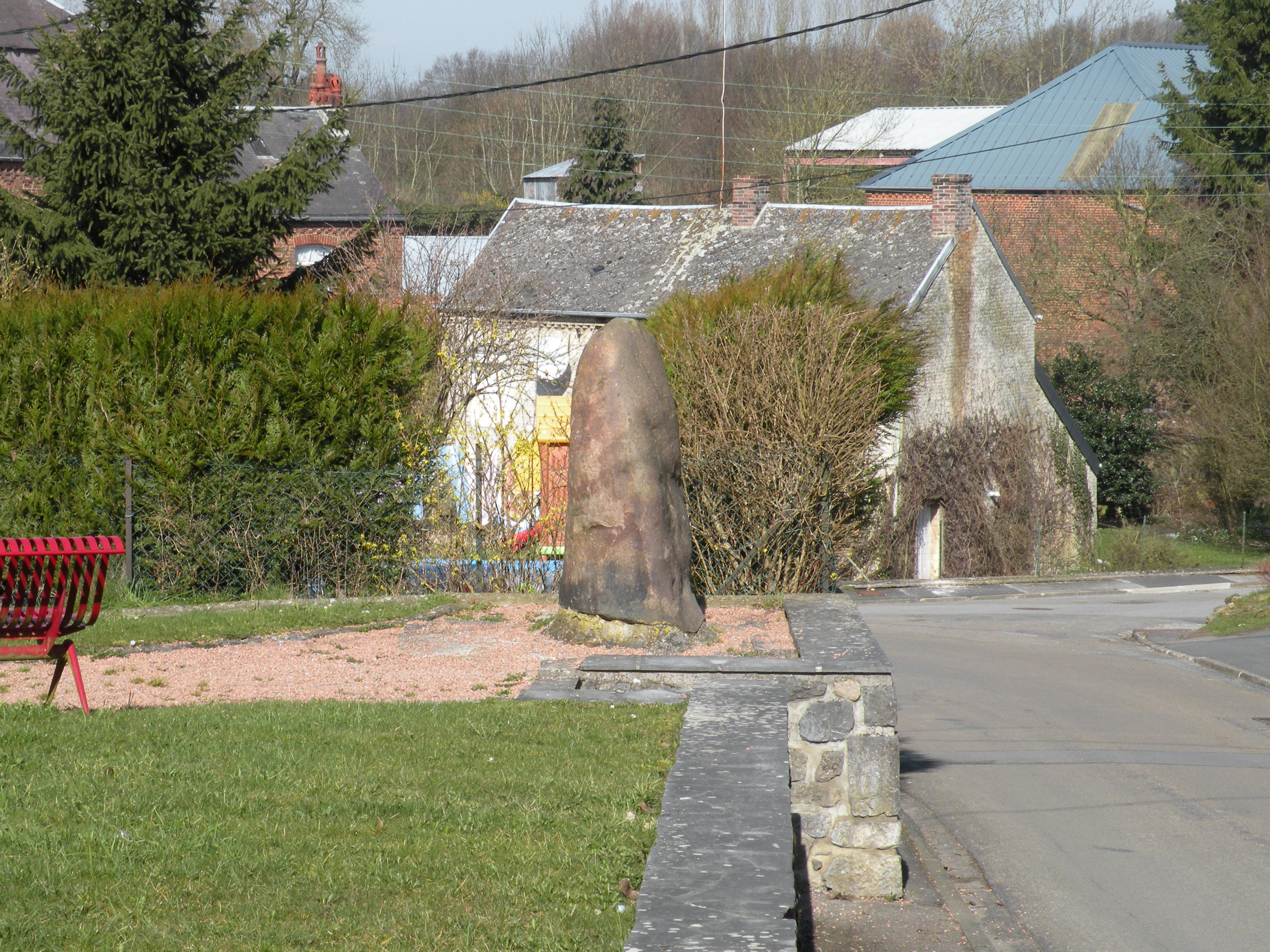
La Pierre de Dessus-Bise.

### Lieux et monuments
La commune compte un site référencé monument historique : 
- Le menhir dit La Pierre de Dessus-Bise  Classé MH (1862) [36].

On peut également signaler : 
- le musée du verre de Sars-Poteries.

Le Musée du verre
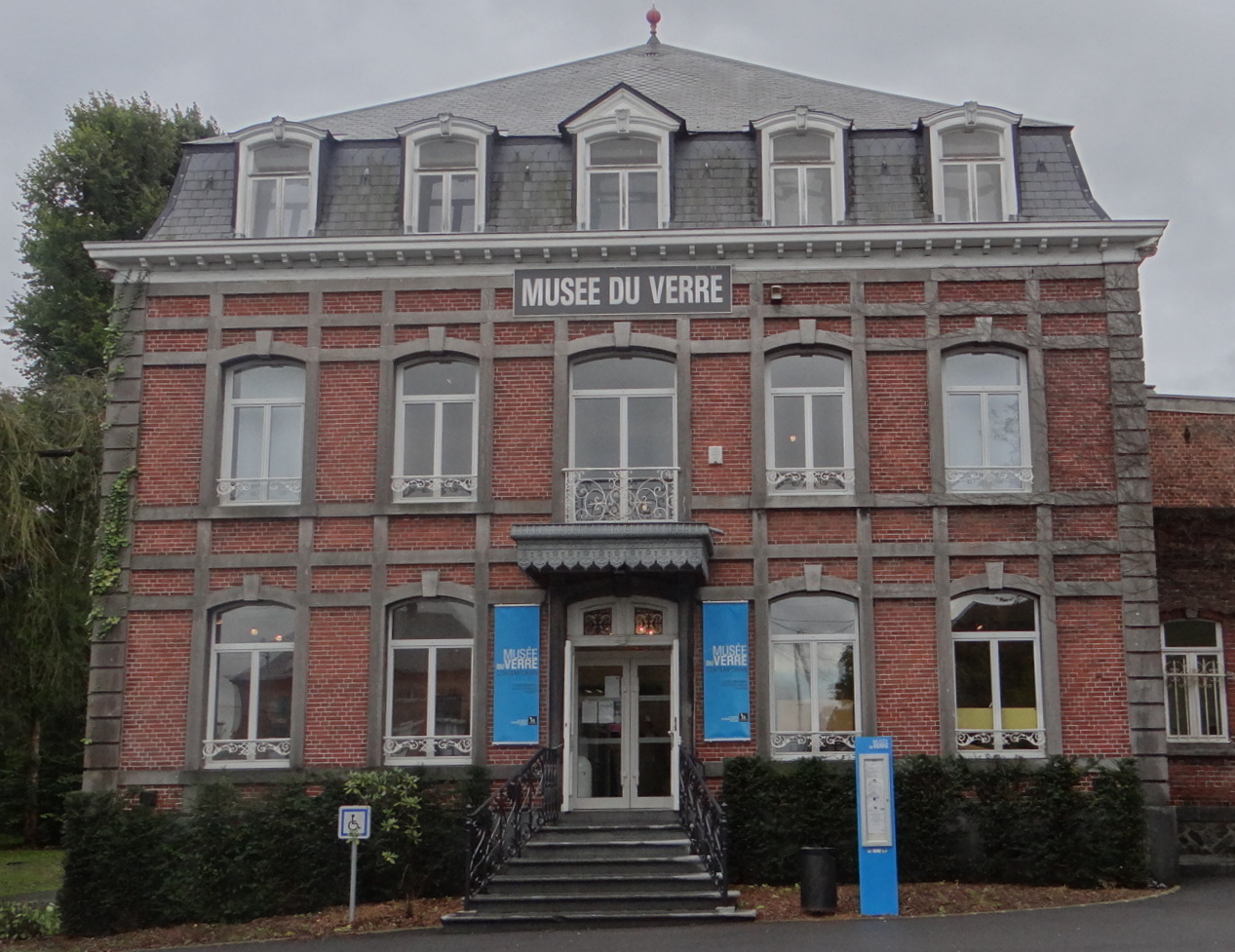
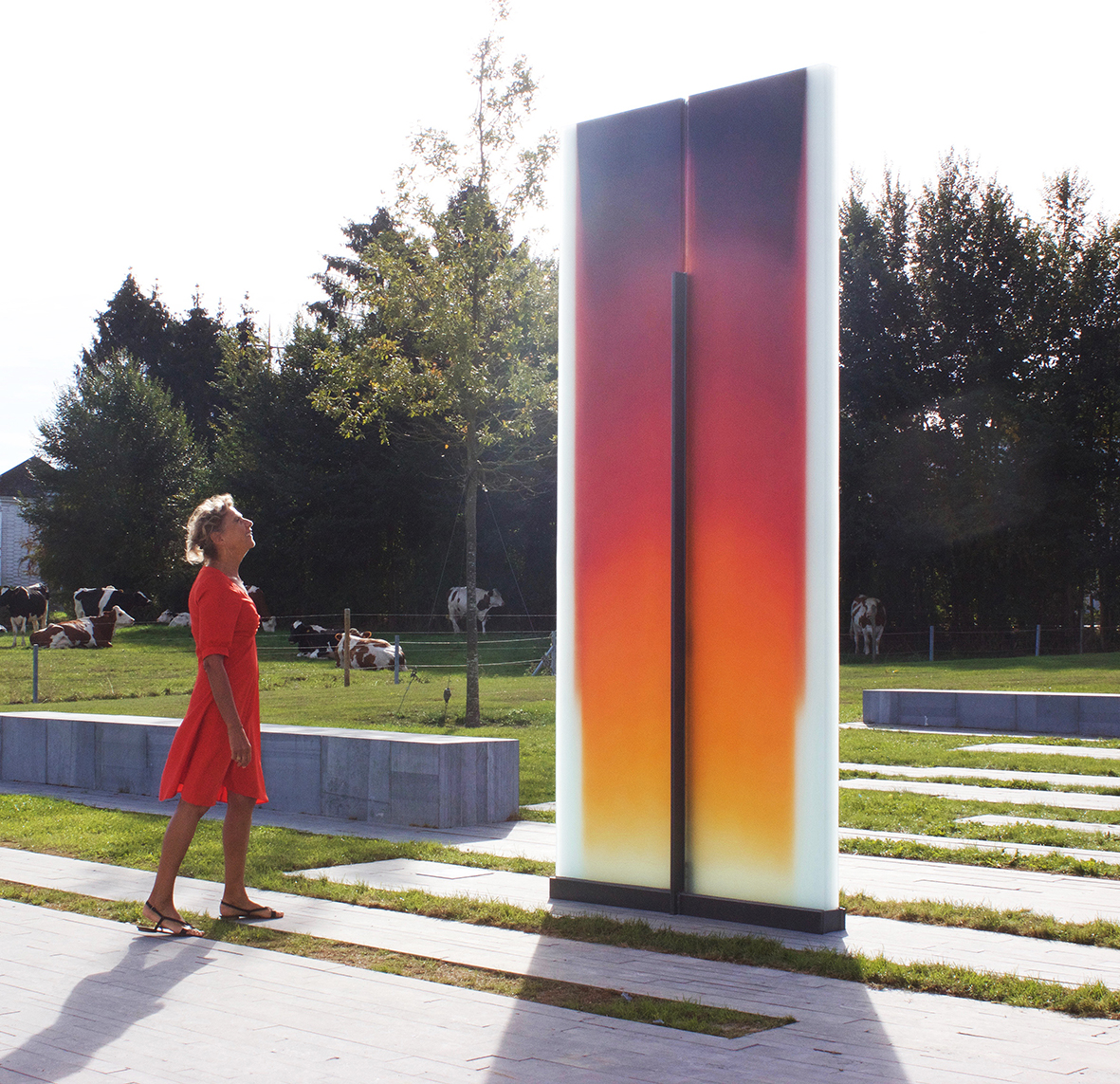
Sculpture monumentale fusion, sur le parvis du musée.
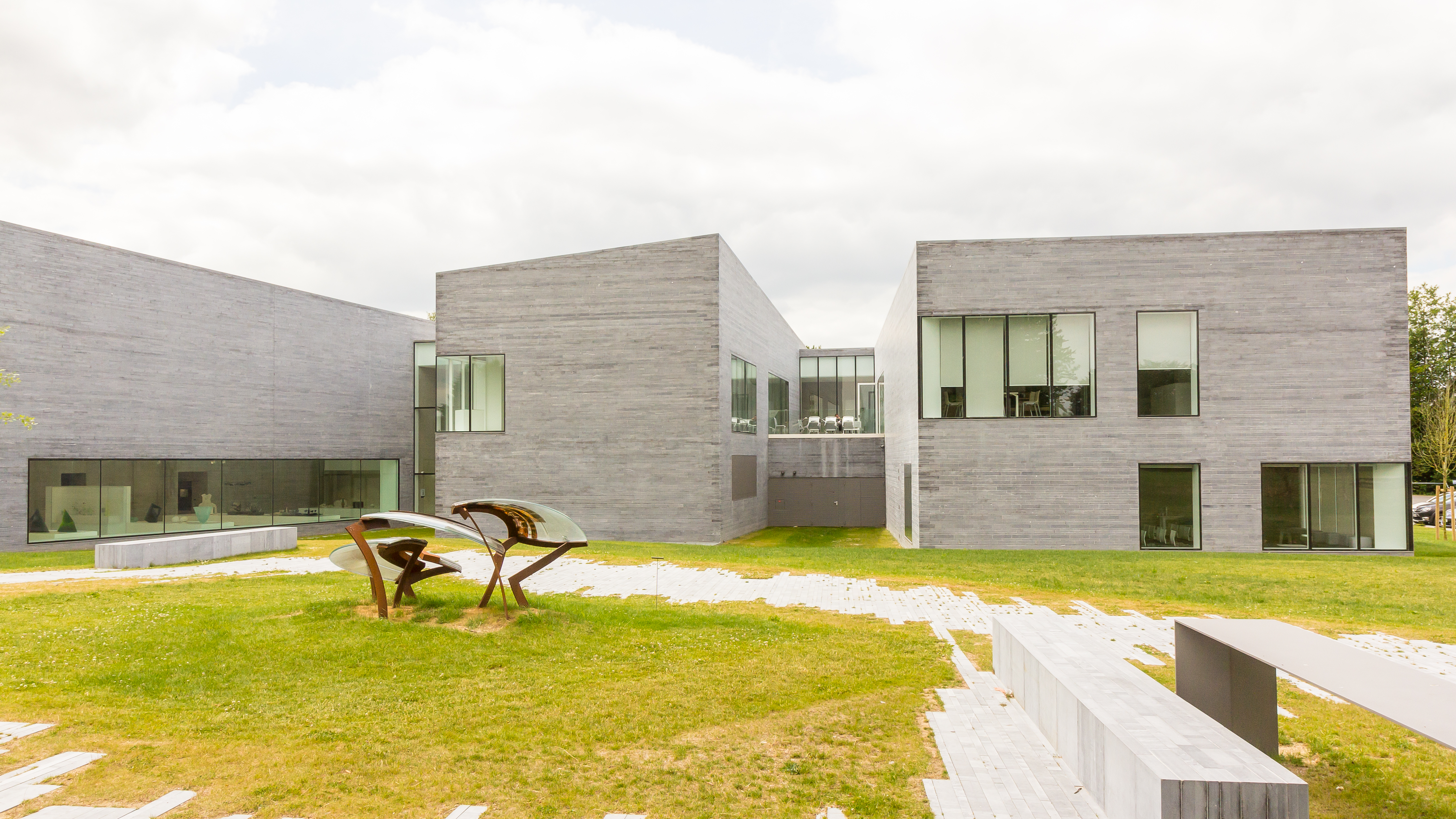
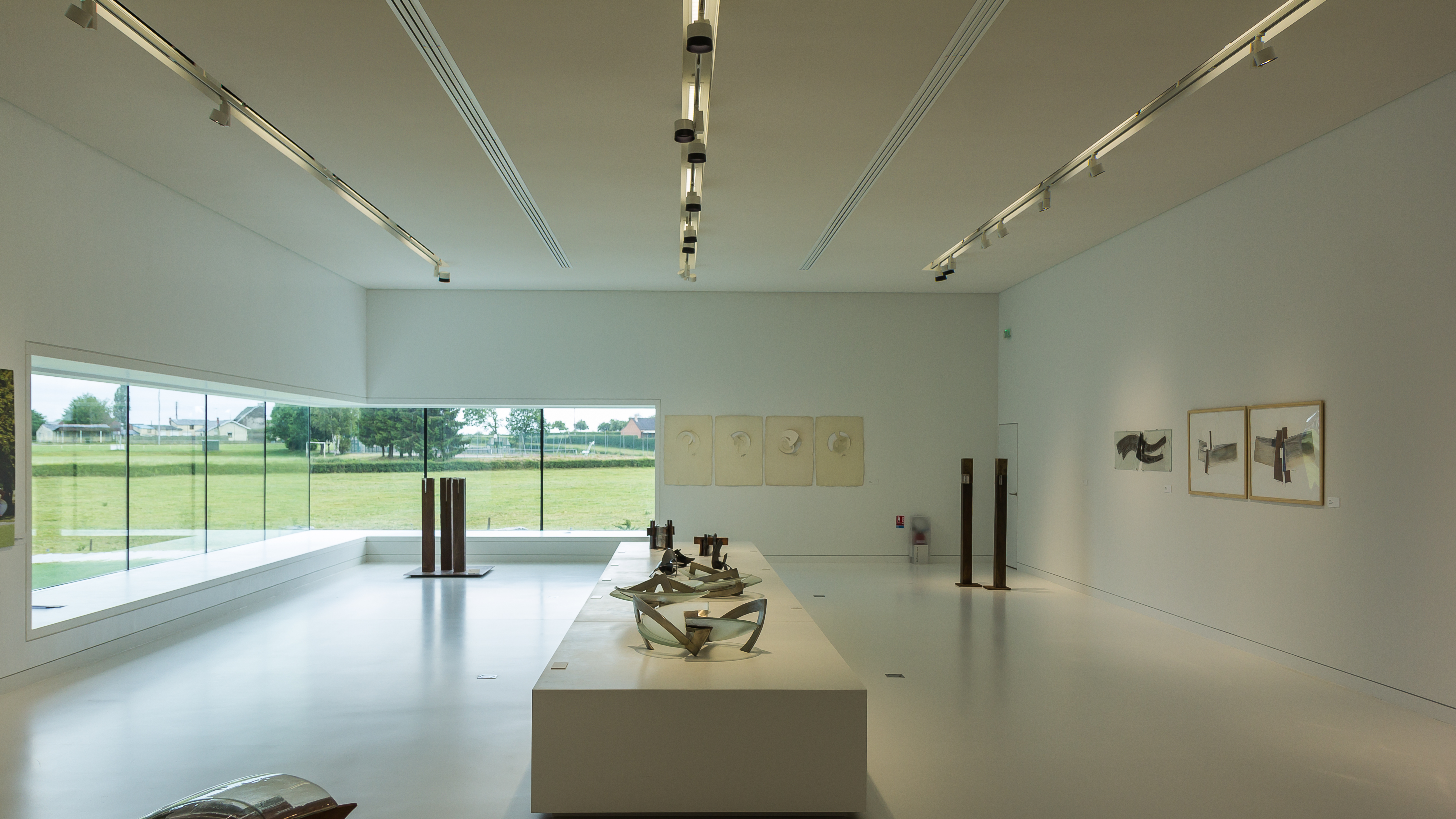
Une salle du musée du verre.

- la  véloroute - voie-verte de l'Avesnois (EuroVelo 3).
- plusieurs chapelles et oratoires.

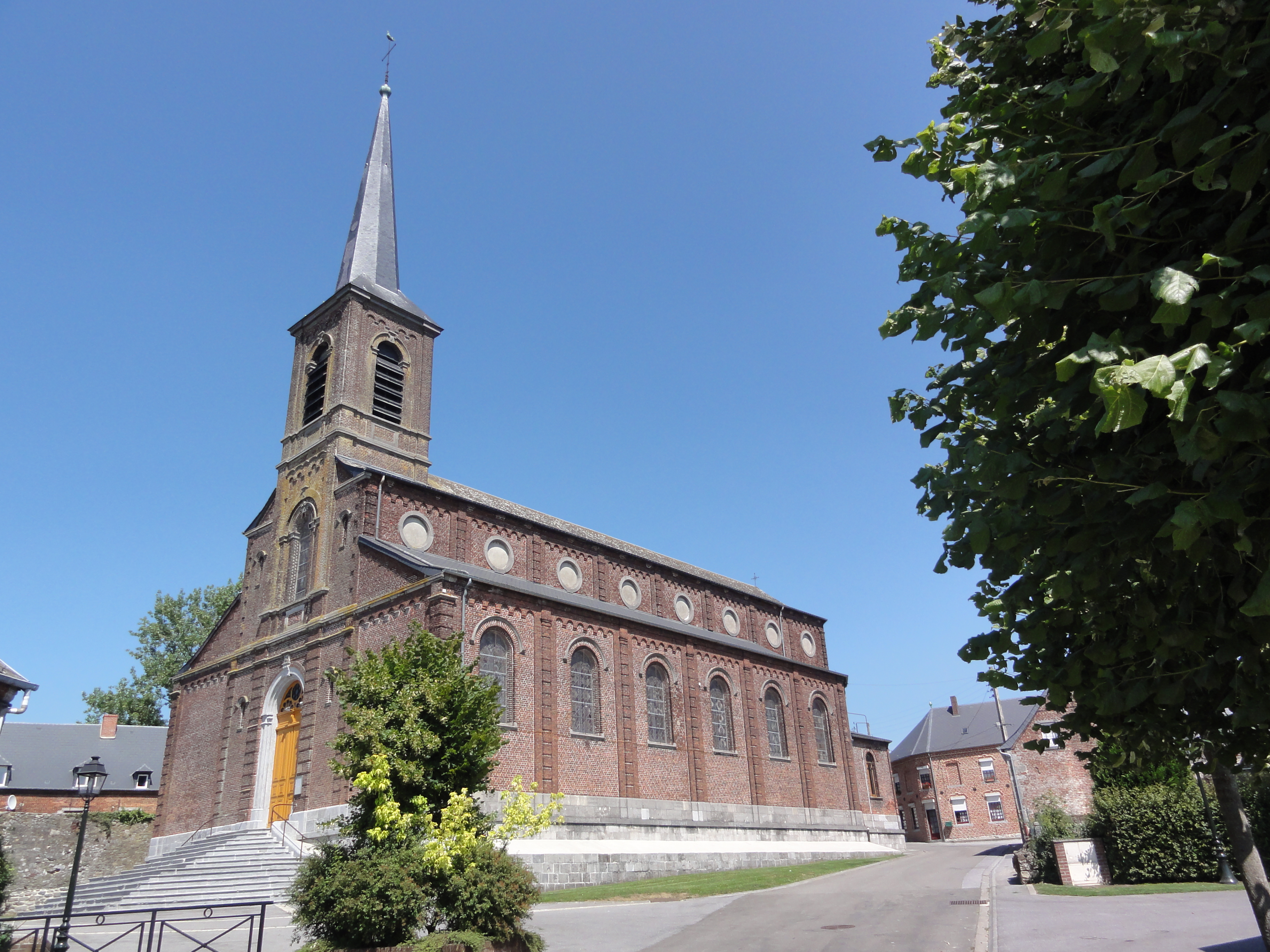
L'église.
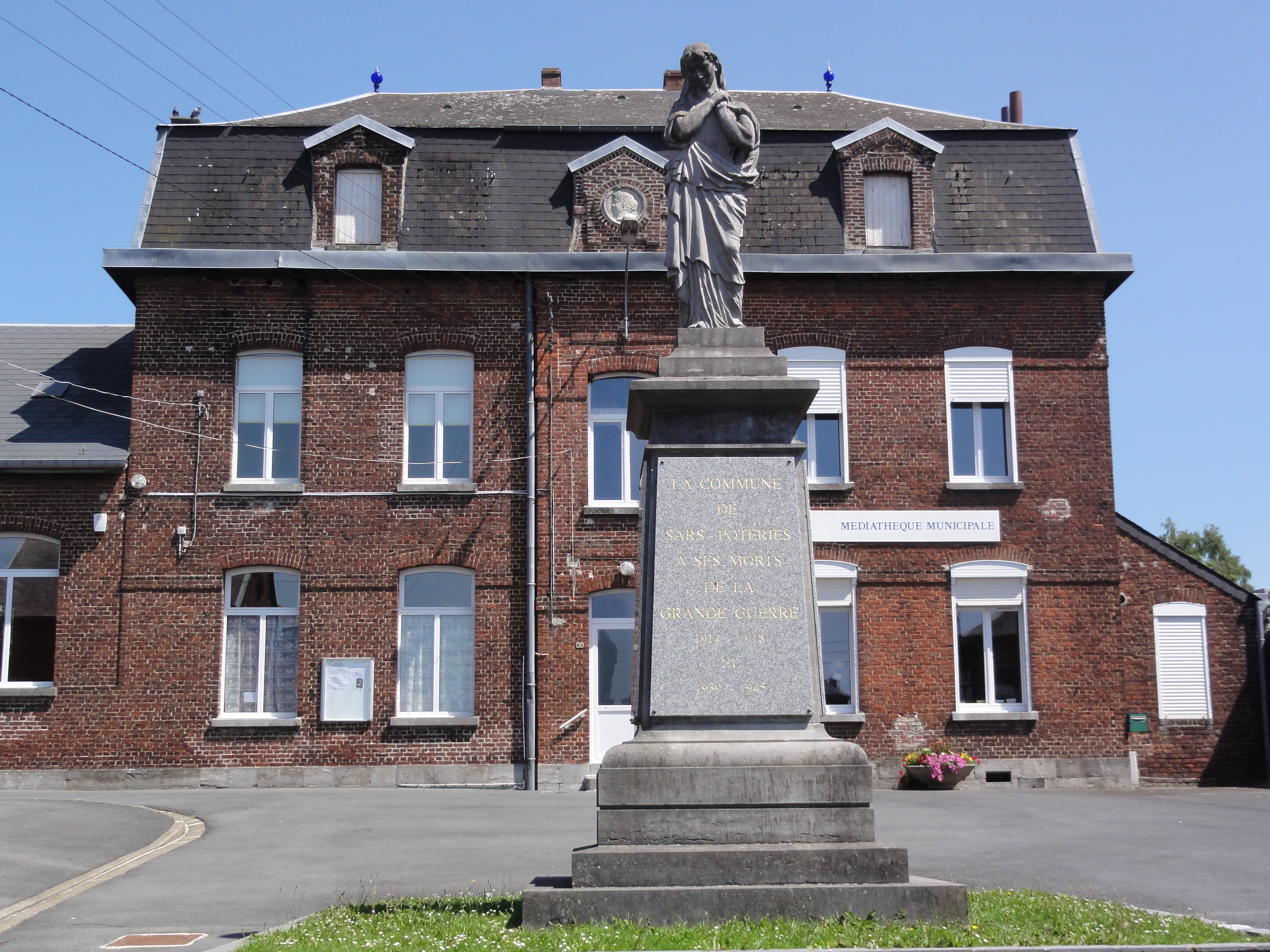
Le monument aux morts devant l'école/médiathèque.
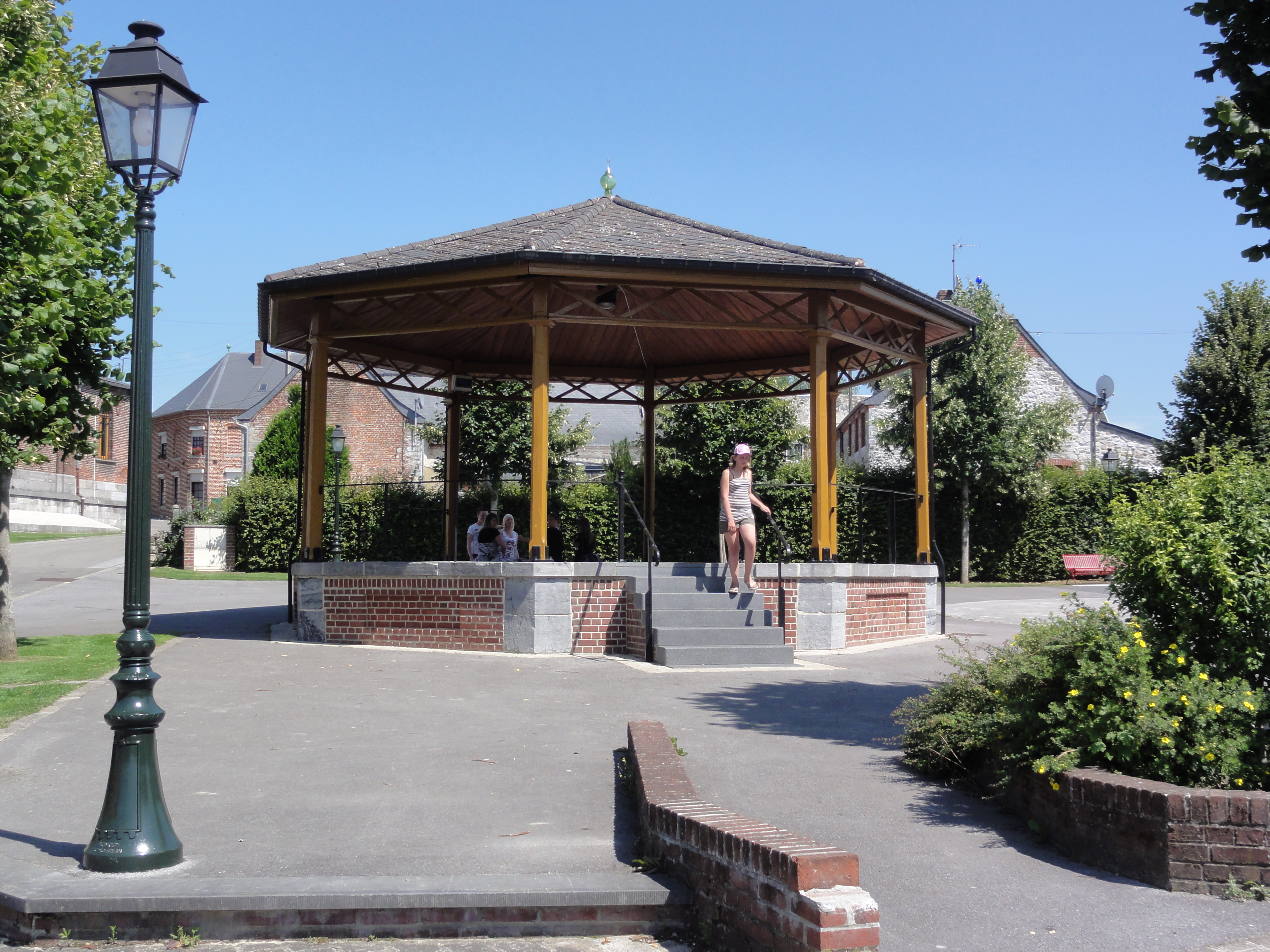
Kiosque à musique.
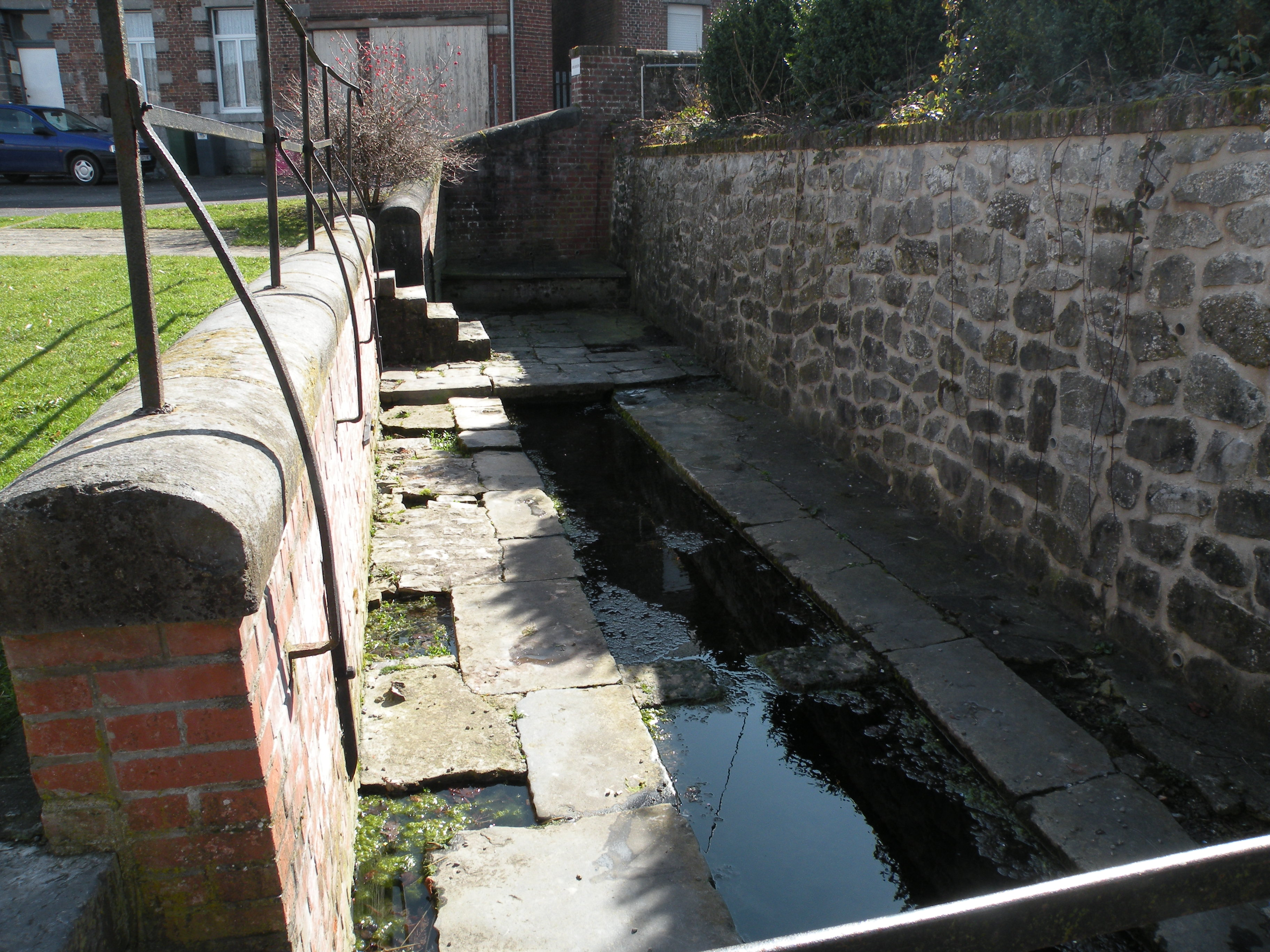
Le lavoir.
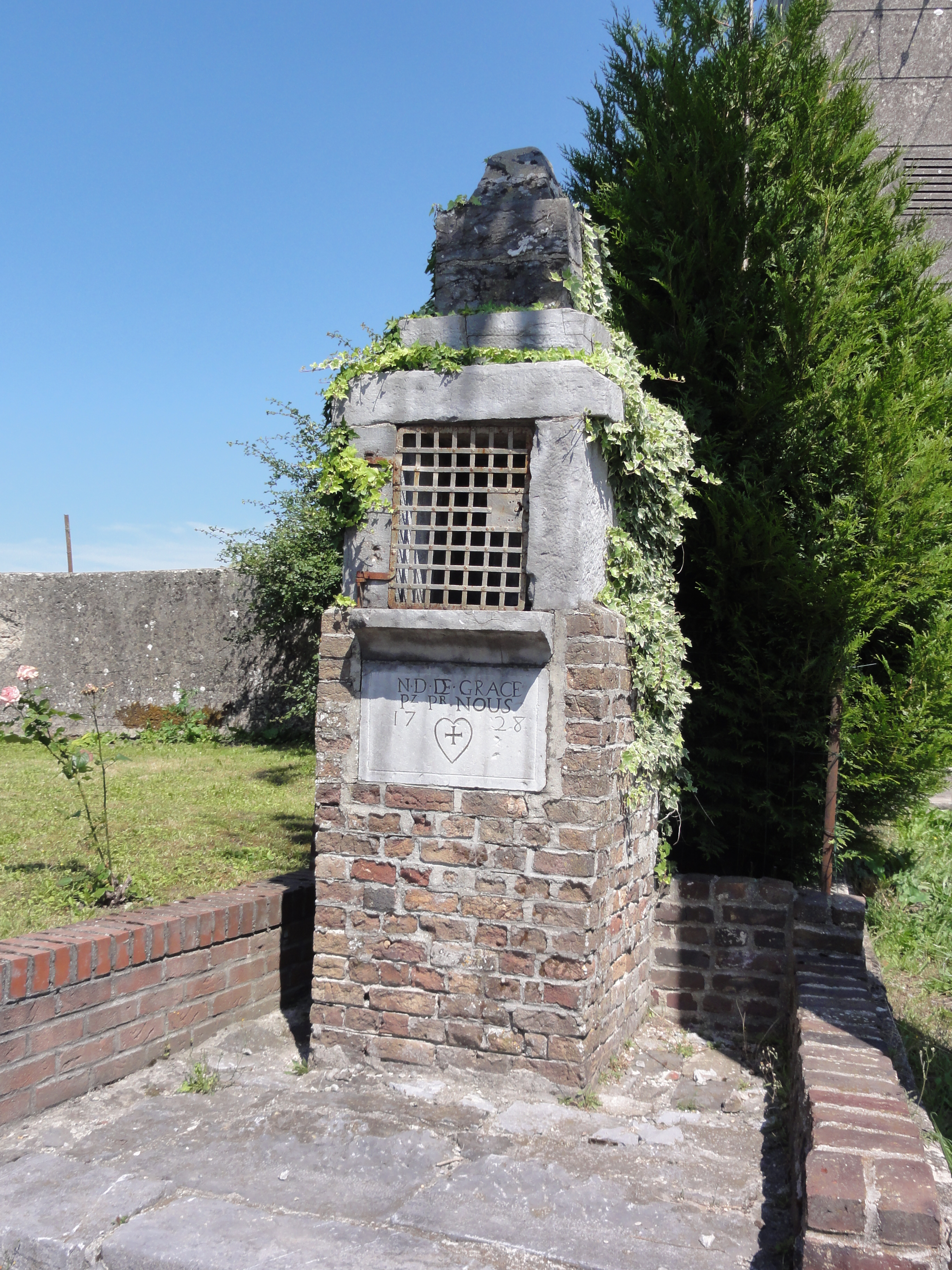
Chapelle Notre-Dame de Grâce (1728).
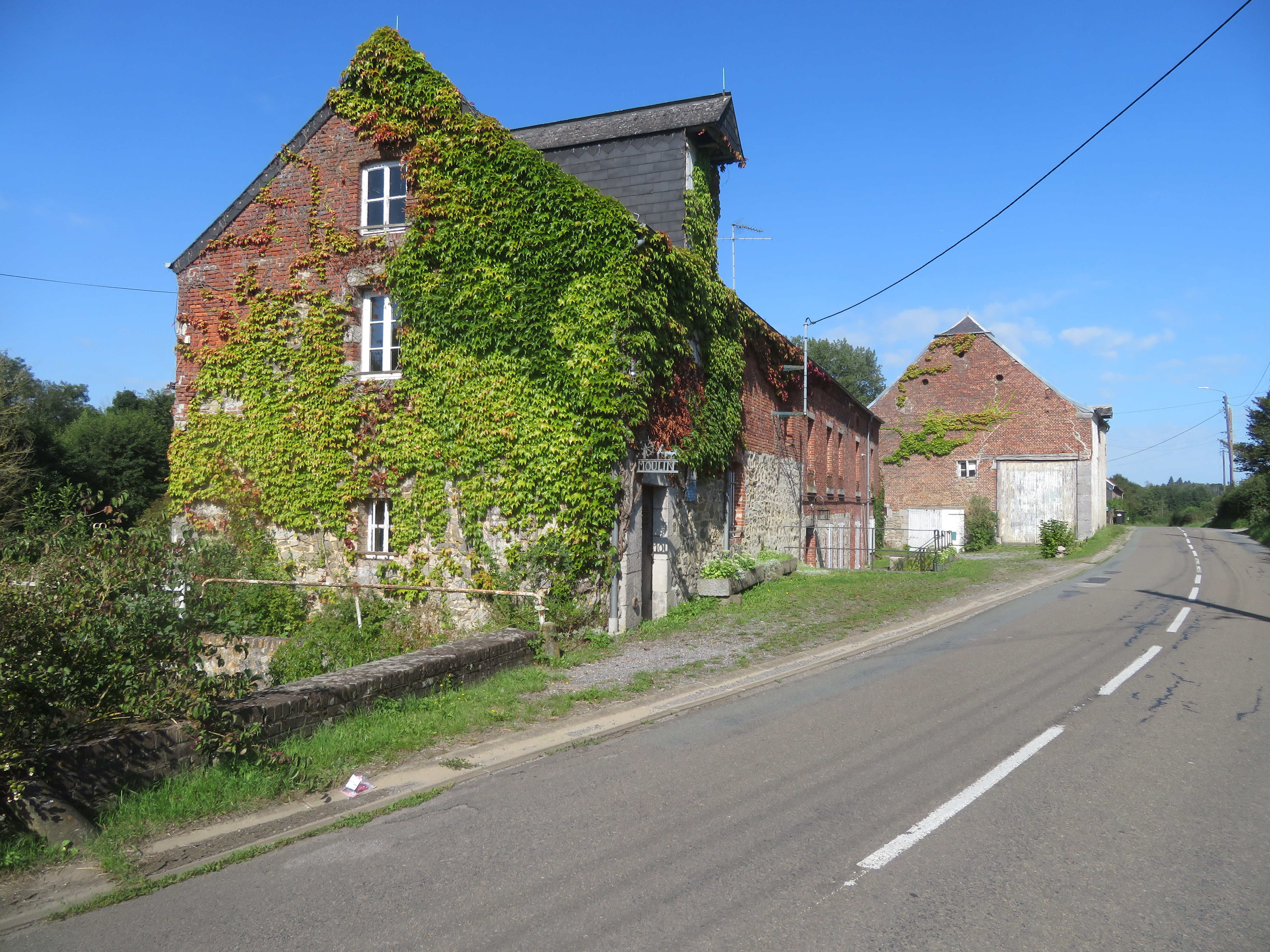
L'ancien moulin Delmotte.

### Personnalités liées à la commune
- Durant la Seconde Guerre mondiale, Ernst Jünger (1895-1998), écrivain allemand, est cantonné à Sars-Poteries en  février 1941[37].

- Claude Simon (1913-2005), écrivain français, prix Nobel de littérature 1985 est, durant la Bataille de France, capturé en mai 1940 par les Allemands à Sars-Poteries et envoyé dans un Stalag près de Dresde.

### Héraldique
| Blason de Sars-Poteries | Blason  | D'or à la bande de gueules chargée de trois lions d'argent posés à plomb. |
| Blason de Sars-Poteries | Détails | Le statut officiel du blason reste à déterminer.                          |

## Pour approfondir